# Air Force District of Washington

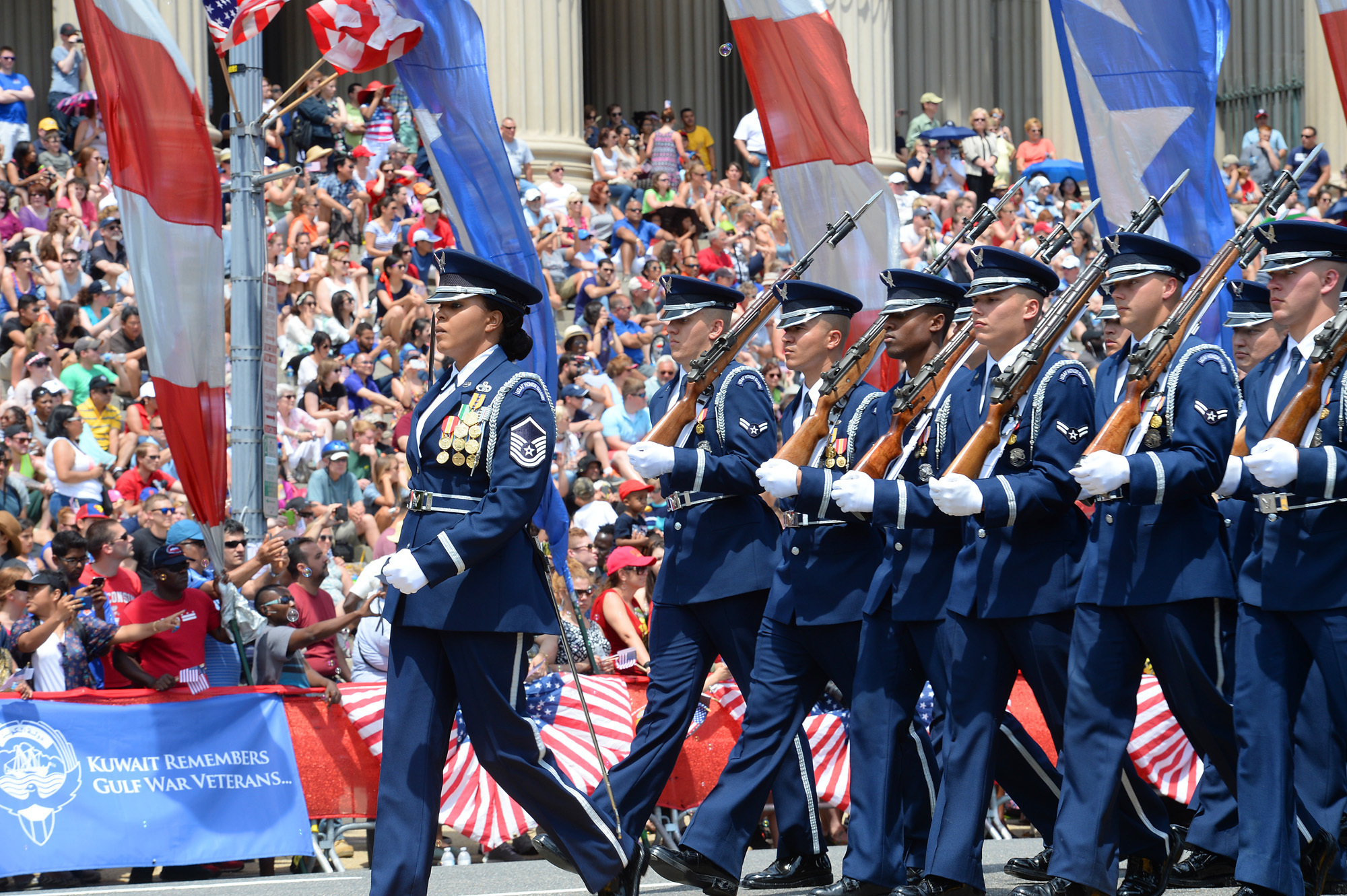
U.S.A.F. Honor Guard

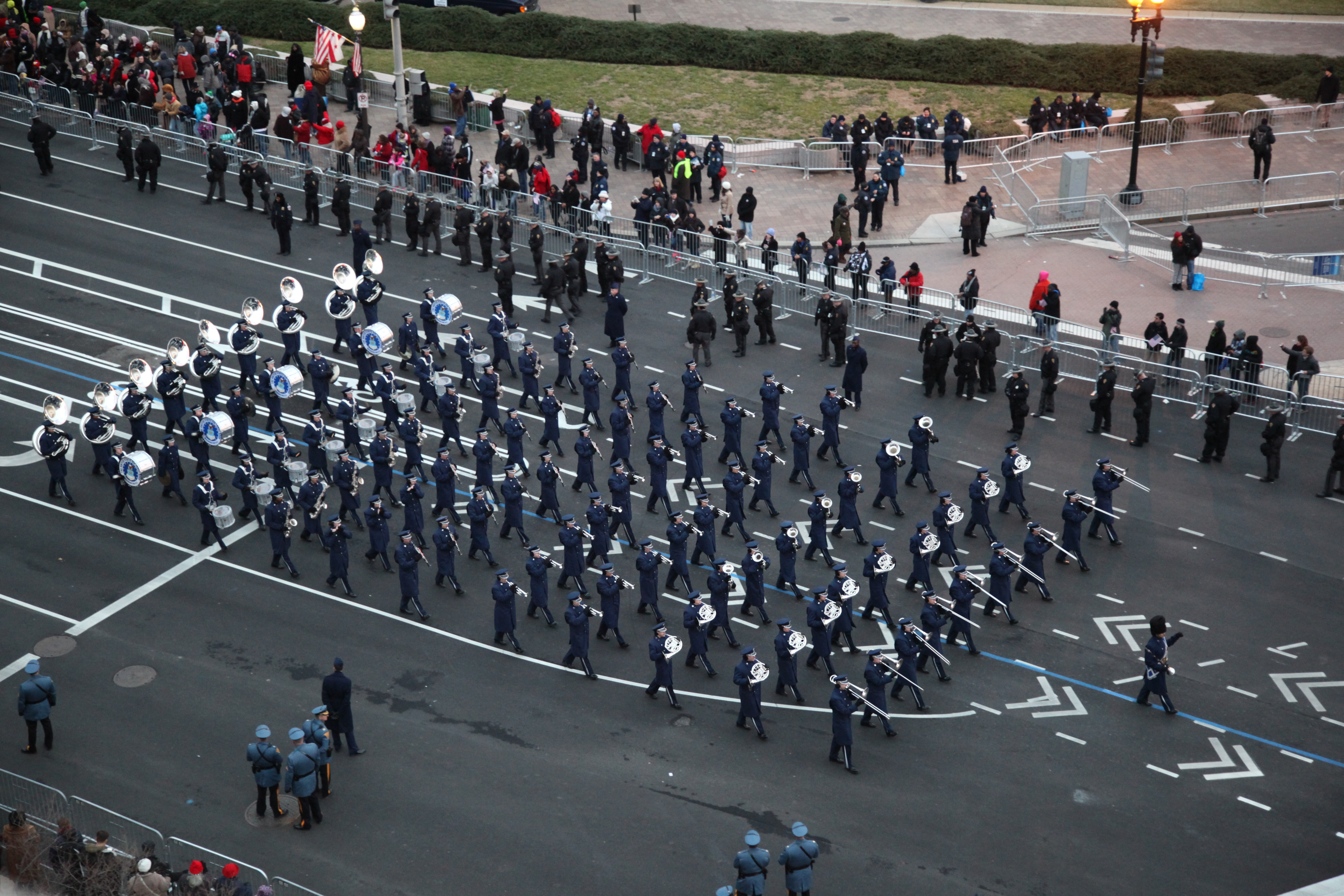
U.S.A.F. Band

L'Air Force District of Washington è una Direct Reporting Unit dell'United States Air Force. Il suo quartier generale è situato presso la Joint Base Andrews, nel Maryland.

## Missione
Il reparto è stato riattivato nel 2005 per indirizzare tre obiettivi: allineare la struttura di comando delle forze aeree nella regione della capitale nazionale (NCR) alla pari degli altri servizi, incrementare il supporto delle forze aeree ai quartier generali congiunti e designare una singola voce per le forze aeree nelle attività critiche all'interno della NCR.
L'AFDW è un'unità che riporta direttamente ai quartier generali dell'U.S.A.F. e al suo Capo di Stato maggiore. Inoltre serve come componente per il coordinamento del quartier generale delle forze congiunte (JFHQ-NCR) e supporta il comando della Joint Task Force NCR Medical. Quando il JFHQ-NCR transita nella Joint Task Force NCR (JTF-NCR), viene attivato il 320th Air Expeditionary Wing (320th AEW) e diviene la componente dell'U.S.A.F. del JTF-NCR. Normalmente, il comandante dell'AFDW ricopre anche il ruolo di comandante del 320th AEW.

## Organizzazione
Attualmente, al maggio 2017, il Centro controlla:
- 11th Wing
- 844th Communications Group
  -  744th Communications Squadron
  -  844th Communications Squadron
- 320th Air Expeditionary Wing (Provisional)
- The United States Air Force Band
- The United States Air Force Honor Guard